# Groupe L des éliminatoires de la Coupe d'Afrique des nations de football 2021
Navigation
Groupe K
Le groupe L des éliminatoires de la Coupe d'Afrique des nations de football 2021 est une compétition qualificative pour la phase finale de la Coupe d'Afrique des nations de football 2021. Ce groupe est composé du Bénin, du Lesotho, du Nigeria et de la Sierra Leone. Les matchs sont initialement prévus de novembre 2019 à novembre 2020, mais les journées 3 à 6 sont repoussées en raison de la pandémie de Covid-19.

## Tirage au sort
Le tirage au sort se déroule le 18 juillet 2019 au Caire, pendant la CAN 2019. Les 51 sélections africaines sont classées dans cinq chapeaux selon leur classement FIFA.
Le tirage au sort désigne les équipes suivantes dans le groupe L :
- Chapeau 1 :  Nigeria (3e du classement CAF et 45e du classement FIFA)
- Chapeau 2 :  Bénin (18e du classement CAF et 88e du classement FIFA)
- Chapeau 3 :  Sierra Leone (29e du classement CAF et 115e du classement FIFA)
- Chapeau 4 :  Lesotho (41e du classement CAF et 145e du classement FIFA)

## Résultats

### Classement
| Rang | Équipe       | Pts | J | G | N | P | Bp | Bc | Diff |  | Résultats (▼ dom., ► ext.) |     |     |     |     |
| ---- | ------------ | --- | - | - | - | - | -- | -- | ---- |  | -------------------------- | --- | --- | --- | --- |
| 1    | Nigeria      | 14  | 6 | 4 | 2 | 0 | 14 | 7  | +7   |  | Nigeria                    |     | 4-4 | 2-1 | 3-0 |
| 2    | Sierra Leone | 7   | 6 | 1 | 4 | 1 | 6  | 6  | 0    |  | Sierra Leone               | 0-0 |     | 1-0 | 1-1 |
| 3    | Bénin        | 7   | 6 | 2 | 1 | 3 | 3  | 4  | -1   |  | Bénin                      | 0-1 | 1-0 |     | 1-0 |
| 4    | Lesotho      | 3   | 6 | 0 | 3 | 3 | 3  | 9  | -6   |  | Lesotho                    | 2-4 | 0-0 | 0-0 |     |

### Matchs
| 1re journée                  | Sierra Leone | 1 - 1   | Lesotho       | Brookfields National Stadium, Freetown |                           |
| 13 novembre 2019 16:00 UTC±0 | Quee 72e     | (0 - 0) | 90e Thabantso | Arbitrage : Jean Ouattara              | Arbitrage : Jean Ouattara |
| 13 novembre 2019 16:00 UTC±0 | Rapport      |         |               | Arbitrage : Jean Ouattara              | Arbitrage : Jean Ouattara |

| 13 novembre 2019 | Nigeria                         | 2 - 1   | Bénin        | Godswill Akpabio International Stadium, Uyo |                     |
| 17:00 UTC+1      | Osimhen 45+1e (pen.) · Kalu 63e | (1 - 1) | 4e Sessègnon | Arbitrage : Issa Sy                         | Arbitrage : Issa Sy |
| 17:00 UTC+1      | Rapport                         |         |              | Arbitrage : Issa Sy                         | Arbitrage : Issa Sy |

| 2e journée                   | Bénin      | 1 - 0   | Sierra Leone | Stade Charles-de-Gaulle, Porto-Novo |                                  |
| 17 novembre 2019 14:00 UTC+1 | Dossou 28e | (1 - 0) |              | Arbitrage : Jean-Marc Ganamandji    | Arbitrage : Jean-Marc Ganamandji |
| 17 novembre 2019 14:00 UTC+1 | Rapport    |         |              | Arbitrage : Jean-Marc Ganamandji    | Arbitrage : Jean-Marc Ganamandji |

| 17 novembre 2019 | Lesotho                       | 2 - 4   | Nigeria                                     | Stade Setsoto, Maseru    |                          |
| 18:00 UTC+2      | Nkoto 11e · Awaziem 90e (csc) | (1 - 2) | 26e Iwobi · 38e Chukwueze · 75e 85e Osimhen | Arbitrage : Joshua Bondo | Arbitrage : Joshua Bondo |
| 18:00 UTC+2      | Rapport                       |         |                                             | Arbitrage : Joshua Bondo | Arbitrage : Joshua Bondo |

| 3e journée                   | Nigeria                                    | 4 - 4   | Sierra Leone                          | Samuel Ogbemudia Stadium, Benin City |                               |
| 13 novembre 2020 17:00 UTC+1 | Iwobi 4e 27e · Osimhen 21e · Chukwueze 29e | (4 - 1) | 41e Quee · 72e 86e Kamara · 80e Bundu | Arbitrage : Gilbert Cheruiyot        | Arbitrage : Gilbert Cheruiyot |
| 13 novembre 2020 17:00 UTC+1 | Rapport                                    |         |                                       | Arbitrage : Gilbert Cheruiyot        | Arbitrage : Gilbert Cheruiyot |

| 14 novembre 2020 | Bénin      | 1 - 0   | Lesotho | Stade Charles-de-Gaulle, Porto-Novo    |                                        |
| 17:00 UTC+1      | Dossou 24e | (1 - 0) |         | Arbitrage : Modèle:EAM-d Janny Sikazwe | Arbitrage : Modèle:EAM-d Janny Sikazwe |
| 17:00 UTC+1      | Rapport    |         |         | Arbitrage : Modèle:EAM-d Janny Sikazwe | Arbitrage : Modèle:EAM-d Janny Sikazwe |

| 4e journée                   | Sierra Leone | 0 - 0   | Nigeria | Brookfields National Stadium, Freetown |                               |
| 17 novembre 2020 16:00 UTC±0 |              | (0 - 0) |         | Arbitrage : Mehdi Abid Charef          | Arbitrage : Mehdi Abid Charef |
| 17 novembre 2020 16:00 UTC±0 | Rapport      |         |         | Arbitrage : Mehdi Abid Charef          | Arbitrage : Mehdi Abid Charef |

| 17 novembre 2020 | Lesotho | 0 - 0   | Bénin | Stade Setsoto, Maseru             |                                   |
| 18:00 UTC+2      |         | (0 - 0) |       | Arbitrage : Chelangat Ali Sabilla | Arbitrage : Chelangat Ali Sabilla |
| 18:00 UTC+2      | Rapport |         |       | Arbitrage : Chelangat Ali Sabilla | Arbitrage : Chelangat Ali Sabilla |

| 5e journée               | Lesotho | 0 - 0   | Sierra Leone | Stade Setsoto, Maseru             |                                   |
| 27 mars 2021 15:00 UTC+2 |         | (0 - 0) |              | Arbitrage : Andofetra Rakotojaona | Arbitrage : Andofetra Rakotojaona |
| 27 mars 2021 15:00 UTC+2 | Rapport |         |              | Arbitrage : Andofetra Rakotojaona | Arbitrage : Andofetra Rakotojaona |

| 27 mars 2021 | Bénin   | 0 - 1   | Nigeria       | Stade de l’Amitié Général Mathieu Kérékou, Cotonou |                            |
| 17:00 UTC+1  |         | (0 - 0) | 90+3e Onuachu | Arbitrage : Jiyed Redouane                         | Arbitrage : Jiyed Redouane |
| 17:00 UTC+1  | Rapport |         |               | Arbitrage : Jiyed Redouane                         | Arbitrage : Jiyed Redouane |

| 6e journée               | Nigeria                               | 3 - 0   | Lesotho | Stade du MKO Abiola, Abeokuta |                             |
| 30 mars 2021 17:00 UTC+1 | Osimhen 23e · Etebo 50e · Onuachu 83e | (1 - 0) |         | Arbitrage : Fabricio Duarte   | Arbitrage : Fabricio Duarte |
| 30 mars 2021 17:00 UTC+1 | Rapport                               |         |         | Arbitrage : Fabricio Duarte   | Arbitrage : Fabricio Duarte |

| 15 juin 2021 | Sierra Leone      | 1 - 0   | Bénin | Stade du 28-Septembre, Conakry |                            |
| 16:00 UTC±0  | Kamara 19e (pen.) | (1 - 0) |       | Arbitrage : Haythem Guirat     | Arbitrage : Haythem Guirat |
| 16:00 UTC±0  | Rapport           |         |       | Arbitrage : Haythem Guirat     | Arbitrage : Haythem Guirat |

## Liste des buteurs
5 buts      
- Victor Osimhen

3 buts    
- Alex Iwobi

2 buts   
- Jodel Dossou
- Samuel Chukwueze
- Paul Onuachu
- Kwame Quee
- Alhaji Kamara

1 but  
- Stéphane Sessègnon
- Masoabi Nkoto
- Jane Thabantso
- Samuel Kalu
- Oghenekaro Etebo
- Mustapha Bundu
- Kei Kamara

Contre son camp  (csc)
- Chidozie Awaziem (pour le Lesotho)